# Antonio Šančić
Antonio Šančić (Brežice, 23 novembre 1988) è un tennista croato.
Specialista del doppio, ha disputato tre finali nel circuito maggiore e ha vinto diversi titoli nei circuiti minori. Nelle prove del Grande Slam ha raggiunto il terzo turno al torneo di Wimbledon 2017 e il suo miglior ranking ATP è stato il 60º nell'aprile 2018.

## Carriera
Fa il suo esordio tra i professionisti nel 2006 al torneo ATP di Zagabria, ma comincia a giocare con continuità l'anno successivo nel circuito ITF. Nel giugno 2007 disputa la sua prima finale e nel febbraio 2008 si aggiudica il primo titolo ITF nel torneo di doppio dell'Austria F3 Futures. Tra il settembre e l'ottobre successivo vince i suoi unici due titoli in singolare della carriera. In questo periodo ha ambizioni di successo in singolare e in gennaio raggiunge il 362º posto mondiale, che però non riuscirà più a migliorare.
Deluso dagli scarsi progressi in singolare, lentamente passa a concentrarsi sul doppio. Attraversa un periodo di crisi e tra il 2011 e il 2013 resta fuori dal circuito per quasi due anni, durante i quali medita di lasciare l'agonismo e dedicarsi alla carriera di allenatore. Torna invece a giocare nell'agosto 2013 e risale la classifica in doppio con buoni risultati nel circuito ITF, grazie all'aiuto del compagno di doppio Dino Marcan.
Nel settembre 2014 vince i primi due titoli Challenger a Banja Luka e a Kenitra, grazie ai quali guadagna 224 posizioni nel ranking e arriva alla 222ª. Nel marzo 2015 vince l'ultimo titolo ITF – l'undicesimo in doppio – abbandona questo circuito e si dedica con profitto ai tornei Challenger. Nel corso della stagione raggiunge sei finali Challenger vincendone tre, in maggio fa il suo ingresso nella top 200 del ranking e in agosto nella top 100. Quell'anno comincia anche a giocare con maggiore frequenza nei tornei del circuito maggiore e in luglio vince il primo incontro in un torneo ATP a Umago. L'anno successivo, sempre a Umago, disputa la prima finale ATP, persa 4-6, 2-6 insieme a Nikola Mektić contro la coppia Martin Kližan / David Marrero.
Supera per la prima volta le qualificazioni in una prova del Grande Slam al torneo di Wimbledon 2017, e in coppia con Hugo Nys si spinge fino al terzo turno. Nell'ottobre 2017 perde in due set la finale dell'ATP 250 di Mosca insieme a Damir Džumhur. Nel corso della stagione raggiunge inoltre sei finali Challenger, sempre in doppio, vincendone quattro. Sfiora la conquista del primo titolo ATP nell'aprile 2018 a Houston, dove in coppia con Andre Begemann viene sconfitto 9-11 nel set decisivo da Maks Mirny / Philipp Oswald. La settimana dopo raggiunge il 60º posto mondiale, che resterà il suo miglior ranking. In ottobre disputa l'ultimo incontro della carriera in singolare, nel corso della quale ha vinto 2 soli incontri nei Challenger e non è mai entrato nel tabellone principale dei tornei del circuito maggiore. Nella seconda parte della stagione non ripete gli ottimi risultati del 2017, vince solo una delle tre finali disputate nei Challenger e a ottobre esce dalla top 100.
Nel 2019 inizia a diradare le sue presenze nel circuito maggiore e continua con discreto successo la carriera nei tornei Challenger, quell'anno vince solo una delle sette finali disputate, che non gli sono sufficienti per rientrare nella top 100. Nella prima parte del 2020 si tiene a ridosso della top 100 con un titolo e una finale Challenger, mentre dopo la lunga pausa dovuta al COVID-19 non ottiene risultati significativi. La crisi di risultati prosegue nel 2021 e in agosto scende alla 173ª posizione del ranking. Si riprende a fine anno vincendo quattro delle cinque finali Challenger disputate. Nel febbraio 2022 perde una finale Challenger, inizia quindi a giocare con discontinuità e vince una delle due finali ITF raggiunte in stagione. Rimane inattivo dopo l'ultimo incontro giocato nel settembre 2022.

## Statistiche
Aggiornate al 24 aprile 2023.

### Doppio

#### Finali perse (3)
| Legenda              |
| Grande Slam (0)      |
| ATP Finals (0)       |
| ATP Masters 1000 (0) |
| ATP Tour 500 (0)     |
| ATP Tour 250 (3)     |

| N. | Data            | Torneo                                       | Superficie  | Compagno       | Avversari in finale         | Punteggio           |
| 1. | 23 luglio 2016  | Croatia Open Umag, Umago                     | Terra rossa | Nikola Mektić  | Martin Kližan David Marrero | 4-6, 2-6            |
| 2. | 21 ottobre 2017 | Kremlin Cup, Mosca                           | Cemento (i) | Damir Džumhur  | Maks Mirny Philipp Oswald   | 3-6, 5-7            |
| 3. | 14 aprile 2018  | U.S. Men's Clay Court Championships, Houston | Terra rossa | Andre Begemann | Maks Mirny Philipp Oswald   | 7-6(2), 4-6, [9-11] |

### Tornei minori

#### Doppio

##### Vittorie (30)
| Legenda         |
| --------------- |
| Challenger (18) |
| Futures (12)    |

| N.  | Data              | Torneo                                             | Superficie    | Compagno                 | Avversari in finale                          | Punteggio              |
| 1.  | 13 settembre 2014 | Banja Luka Challenger, Banja Luka                  | Terra rossa   | Dino Marcan              | Jaroslav Pospíšil Adrian Sikora              | 7-5, 6-4               |
| 2.  | 27 settembre 2014 | Morocco Tennis Tour - Kenitra, Kenitra             | Terra rossa   | Dino Marcan              | Gerard Granollers Pujol Jordi Samper Montaña | 6-1, 7-6(3)            |
| 3.  | 27 giugno 2015    | Aspria Tennis Cup, Milano                          | Terra rossa   | Nikola Mektić            | Cristian Garín Juan Carlos Sáez              | 6-3, 6-4               |
| 4.  | 18 luglio 2015    | San Benedetto Tennis Cup, San Benedetto del Tronto | Terra rossa   | Dino Marcan              | Miguel Ángel Reyes Varela César Ramírez      | 6-3, 6(10)-7, [12-10]  |
| 5.  | 17 ottobre 2015   | Open de Rennes, Rennes                             | Cemento (i)   | Andrea Arnaboldi         | Wesley Koolhof Matwé Middelkoop              | 6-4, 2-6, [14-12]      |
| 6.  | 27 agosto 2016    | Internazionali di Manerbio, Manerbio               | Terra rossa   | Nikola Mektić            | Juan Ignacio Galarza Leonardo Mayer          | 7-5, 6-1               |
| 7.  | 7 ottobre 2016    | Mohammedia Open, Mohammedia                        | Terra rossa   | Dino Marcan              | Roman Jebavý Andrej Martin                   | 7-6(3), 6-4            |
| 8.  | 20 maggio 2017    | Heilbronner Neckarcup, Heilbronn                   | Terra rossa   | Roman Jebavý             | Adil Shamasdin Igor Zelenay                  | 6-4, 6-1               |
| 9.  | 2 settembre 2017  | Città di Como Challenger, Como                     | Terra rossa   | Sander Arends            | Aljaksandr Bury Kevin Krawietz               | 7-6(1), 6-2            |
| 10. | 14 ottobre 2017   | Internazionali Val Gardena Südtirol, Ortisei       | Cemento (i)   | Sander Arends            | Jeremy Jahn Edan Leshem                      | 6-2, 5-7, [13-11]      |
| 11. | 28 ottobre 2017   | Brest Challenger, Brest                            | Cemento (i)   | Sander Arends            | Scott Clayton Divij Sharan                   | 6-4, 7-5               |
| 12. | 20 ottobre 2018   | Ismaning Challenger, Ismaning                      | Sintetico (i) | Purav Raja               | Rameez Junaid David Pel                      | 5-7, 6-4, [10-5]       |
| 13. | 16 novembre 2019  | Internazionali Val Gardena Südtirol, Ortisei       | Cemento (i)   | Nikola Ćaćić             | Sander Arends David Pel                      | 6(5)-7, 7-6(3), [10-7] |
| 14. | 25 gennaio 2020   | Open de Rennes, Rennes                             | Cemento (i)   | Tristan-Samuel Weissborn | Tejmuraz Gabašvili Lukáš Lacko               | 7-5, 6(5)-7, [10-7]    |
| 15. | 4 settembre 2021  | Saint-Tropez Open, Saint-Tropez                    | Cemento       | Artem Sitak              | Manuel Guinard Romain Arneodo                | 7-6(5), 6-4            |
| 16. | 11 settembre 2021 | Banja Luka Challenger, Banja Luka                  | Terra rossa   | Nino Serdarušić          | Ivan Sabanov Matej Sabanov                   | 6-3, 6-3               |
| 17. | 13 novembre 2021  | Internazionali Val Gardena Südtirol, Ortisei       | Cemento (i)   | Tristan-Samuel Weissborn | Lucas Miedler Alexander Erler                | 7-6(8), 4-6, [10-8]    |
| 18. | 4 dicembre 2021   | Internazionali Città di Forlì II, Forlì            | Cemento (i)   | Tristan-Samuel Weissborn | Lukáš Rosol Vitaliy Sachko                   | 7-6(4), 4-6, [10-7]    |

##### Finali perse (34)
| Legenda         |
| --------------- |
| Challenger (25) |
| Futures (10)    |

| N.  | Data              | Torneo                                              | Superficie  | Compagno                 | Avversari in finale                           | Punteggio           |
| 1.  | 2 maggio 2015     | ATP Challenger Torino, Torino                       | Terra rossa | Dino Marcan              | Wesley Koolhof Matwé Middelkoop               | 6-3, 3-6, [5-10]    |
| 2.  | 22 agosto 2015    | Internazionali del Friuli Venezia Giulia, Cordenons | Terra rossa | Dino Marcan              | Andrej Martin Igor Zelenay                    | 4-6, 7-5, [8-10]    |
| 3.  | 14 novembre 2015  | Internazionali Val Gardena Südtirol, Ortisei        | Cemento (i) | Nikola Mektić            | Maximilian Neuchrist Tristan-Samuel Weissborn | 6(7)-7, 3-6         |
| 4.  | 13 febbraio 2016  | Internazionali di Bergamo, Bergamo                  | Cemento (i) | Nikola Mektić            | Ken Skupski Neal Skupski                      | 3-6, 5-7            |
| 5.  | 20 febbraio 2016  | Wrocław Open, Breslavia                             | Cemento (i) | Nikola Mektić            | Pierre-Hugues Herbert Albano Olivetti         | 3-6, 6(4)-7         |
| 6.  | 5 marzo 2016      | Open Quimper Bretagne Occidentale, Quimper          | Cemento (i) | Nikola Mektić            | Tristan Lamasine Albano Olivetti              | 2-6, 6-4, [7-10]    |
| 7.  | 14 maggio 2016    | Heilbronner Neckarcup, Heilbronn                    | Terra rossa | Nikola Mektić            | Sander Arends Tristan-Samuel Weissborn        | 3-6, 4-6            |
| 8.  | 8 luglio 2016     | Braunschweig Open, Braunschweig                     | Terra rossa | Mateusz Kowalczyk        | James Cerretani Philipp Oswald                | 6-4, 6(5)-7, [2-10] |
| 9.  | 14 ottobre 2016   | Morocco Tennis Tour - Casablanca II, Casablanca     | Terra rossa | Dino Marcan              | Roman Jebavý Andrej Martin                    | 4-6, 2-6            |
| 10. | 19 agosto 2017    | Meerbusch Challenger, Meerbusch                     | Terra rossa | Dustin Brown             | Kevin Krawietz Andreas Mies                   | 1-6, 6(5)-7         |
| 11. | 11 novembre 2017  | Slovak Open, Bratislava                             | Cemento (i) | Sander Arends            | Ken Skupski Neal Skupski                      | 7-5, 3-6, [8-10]    |
| 12. | 20 gennaio 2018   | Koblenz Open, Coblenza                              | Cemento (i) | Sander Arends            | Romain Arneodo Tristan-Samuel Weissborn       | 7-6(4), 5-7, [6-10] |
| 13. | 27 gennaio 2018   | Open de Rennes, Rennes                              | Cemento (i) | Sander Arends            | Sander Gillé Joran Vliegen                    | 3-6, 7-6(1), [7-10] |
| 14. | 17 febbraio 2018  | Challenger La Manche, Cherbourg-Octeville           | Cemento (i) | Ken Skupski              | Romain Arneodo Tristan-Samuel Weissborn       | 3-6, 6-1, [4-10]    |
| 15. | 13 ottobre 2018   | Internazionali Val Gardena Südtirol, Ortisei        | Cemento (i) | Purav Raja               | Sander Gillé Joran Vliegen                    | 6-3, 3-6, [3-10]    |
| 16. | 16 novembre 2018  | Bengaluru Open, Bangalore                           | Cemento     | Purav Raja               | Max Purcell Luke Saville                      | 6(3)-7, 3-6         |
| 17. | 26 gennaio 2019   | Open de Rennes, Rennes                              | Cemento (i) | David Pel                | Sander Arends Tristan-Samuel Weissborn        | 4-6, 4-6            |
| 18. | 2 febbraio 2019   | Open Quimper Bretagne Occidentale, Quimper          | Cemento (i) | David Pel                | Fabrice Martin Hugo Nys                       | 4-6, 2-6            |
| 19. | 30 marzo 2019     | Saint-Brieuc Challenger, Saint-Brieuc               | Cemento (i) | Jonathan Eysseric        | Jonathan Erlich Fabrice Martin                | 6(2)-7, 6(2)-7      |
| 20. | 13 luglio 2019    | Braunschweig Open, Braunschweig                     | Terra rossa | Nathaniel Lammons        | Guillermo Duran Simone Bolelli                | 3-6, 2-6            |
| 21. | 3 agosto 2019     | Liberec Open, Liberec                               | Terra rossa | Nikola Ćaćić             | Michael Vrbensky Jonas Forejtek               | 4-6, 3-6            |
| 22. | 17 agosto 2019    | Internazionali del Friuli Venezia Giulia, Cordenons | Terra rossa | Nikola Ćaćić             | Tomislav Brkić Ante Pavić                     | 2-6, 3-6            |
| 23. | 1º febbraio 2020  | Challenger Series - Newport Beach, Newport Beach    | Cemento     | Tristan-Samuel Weissborn | Gonzalo Escobar Ariel Behar                   | 2-6, 4-6            |
| 24. | 18 settembre 2021 | Istanbul Challenger II, Istanbul                    | Cemento     | Artem Sitak              | Radu Albot Alexander Cozbinov                 | 6-4, 5-7, [9-11]    |
| 25. | 19 febbraio 2022  | Internazionali Città di Forlì, Forlì                | Cemento (i) | Igor Zelenay             | Victor Vlad Cornea Fabian Fallert             | 4-6, 6-3, [2-10]    |